# Gobiesox nigripinnis
Gobiesox nigripinnis är en fiskart som först beskrevs av Peters, 1859.  Gobiesox nigripinnis ingår i släktet Gobiesox och familjen dubbelsugarfiskar. Inga underarter finns listade i Catalogue of Life.